# Garovaglia binsteadii
Garovaglia binsteadii là một loài Rêu trong họ Pterobryaceae. Loài này được (Broth.) During miêu tả khoa học đầu tiên năm 1977.